# 下志比站
下志比站（日语：／ Shimoshii eki */?）是位於福井縣吉田郡永平寺町谷口，越前鐵道的勝山永平寺線車站。車站編號為E13。

## 車站構造
車站採用簡易車站模式運作，只設置了月台而沒有另外興建站房。出入口建於月台的兩端，靠向勝山方向的一端同時設有階段及無障礙通道出入口；而向福井方向則只有階段入口。
月台上近中央部份建成了一座以組合屋形成砌成的候車室，並且為半分月台加上了上蓋。至於向福井方向的月台末端另建一座以木建成的男、女共用洗手間一座。月台下設有小型單車停泊場。

### 月台
只設有側式月台1座，為列車不可交換車站。月台長約50米，有效長度為2輛。
月台上設有多個花壇，亦放置了兩張候車長櫈。有別如其他候車室都被翻新，本站的候車室仍保留着舊式夾板為外牆的風格。
列車停靠時，往勝山方向為左側上落；往福井方向為右側上落。
| 月台         | 路線          | 上下行 | 方向     |
| ------------ | ------------- | ------ | -------- |
| 靠近站房一方 | ■勝山永平寺線 | 下行   | 勝山方向 |
| 遠離站房一方 | ■勝山永平寺線 | 上行   | 福井方向 |

## 歷史
- 1951年12月15日：車站啟用。
- 2001年6月25日：由於半年內兩度發生嚴重事故（日语：京福電気鉄道越前本線列車衝突事故），被國土交通省中部運輸局（日语：中部運輸局）引用鐵道事業法（日语：鉄道事業法）勒令全線暫停服務[1][2]。
- 2003年：

- 2月1日：車站設施轉讓至越前鐵道。
- 10月19日：越前鐵道重開永平寺口～勝山路段，本車站亦重開。

- 2024年10月11日：越前鐵道及福井鐵道均可使用ICOCA及全國通用IC卡付款[4][5]。

## 使用狀況
以下為一日平均上下車人次：
| 上下車人次變化 | 上下車人次變化 |
| 年度           | 1日平均人次    |
| -------------- | -------------- |
| 2011           | 117            |
| 2012           | 114            |
| 2013           | 104            |
| 2014           | 97             |
| 2015           | 94             |
| 2016           | 87             |
| 2017           | 85             |
| 2018           | 84             |
| 2019           | 80             |
| 2020           | 63             |
| 2021           | 36             |
| 2022           | 42             |

## 相鄰車站
越前鐵道
■勝山永平寺線
□快速（只有上行班次）
通過
■普通
永平寺口（E12）－下志比（E13）－光明寺（E14）

## 外部連結
- 越前鐵道下志比站 （页面存档备份，存于）（日語）